# La Ondo de Esperanto
La Ondo de Esperanto (« La Vague de l’espéranto ») est un magazine à portée internationale, publié en langue espéranto en Russie. Il est originellement apparu à Moscou de février 1909 à mai 1917. En 1991, la maison d’édition Sezonoj (eo) a relancé la publication depuis Kaliningrad. Le magazine est apparu de façon bimestrielle pour la période 1991-1997 et il est désormais mensuel. Le rédacteur est Alexandre Korjenkov (eo), et Halina Gorecka (eo) est éditrice et administratrice. Le magazine est lisible également au format pdf depuis 2007, et le format ePub est proposé pour mars 2016.
Il s’agit du magazine en espéranto le plus populaire, qui proclame en décembre de chaque année depuis 1998 l’espérantiste de l'année. Le magazine organise également depuis la même année un concours littéraire nommé Liro et un concours photographique international.
En plus du magazine apparaît également une édition internet de la publication, de façon professionnelle et intégrale, nommée La Balta Ondo (« La Vague baltique »). Un podcast régulier, Radio Esperanto, présente depuis 2008 des extraits du magazine papier et des programmes thématiques concernant la littérature, l’histoire et la musique.

## Historique de la création
La première gazette en espéranto apparaît en Russie en 1904 sous le nom Esperanto, après une première tentative vaine de Zamenhof. Sa publication est interrompue au profit de Ruslanda Esperantisto (« Espérantiste de Russie ») lorsqu’Alexandre Isaakovitch Asnes, le rédacteur des deux revues, change de poste. En 1908, Asnes propose à Vestnik Znaija de transformer la gazette en un supplément à leur journal, nommé Espero (« Espoir »). Le supplément est alors reçu par cent mille abonnés.
Dans ce contexte, Alexandre Andreïevitch Sakharov (eo) décide de fonder un magazine en espéranto depuis Moscou et La Ondo de Esperanto apparaît en février 1909 sous la forme d’un quotidien. Le magazine devient mensuel en janvier 1910, et propose des contenus littéraires, une chronique de la Russie et des portraits d’espérantophones connus. Il devient l’organe espérantophone officiel russe à la suite du deuxième congrès espérantophone russe de Kiev. La revue disparaît néanmoins en 1917 pendant la Première Guerre mondiale.
Le magazine est relancé le 17 mai 1991 par la maison d’édition Sverdlovska Ural-Sovety dans le but de relater aux lecteurs internationaux la situation en Russie, Union soviétique et Europe de l’Est, et d’analyser divers aspects de l’espéranto. La Ondo de Esperanto absorbe en 1997 le contenu de Ruslanda Esperantisto, et est mensuel depuis lors.

## Contenu

### Magazine papier
Le magazine fournit des informations en espéranto et concernant le milieu espérantophone : on trouve dans le magazine d’une part des commentaires sur l’Europe et une rubrique récemment ajoutée concernant les villes de Russie, d’autre part des informations en lien avec les rencontres espérantophones, les congrès, festivals, cours, expositions et autres événements intéressants en Espérantie. Les écrivains sont des experts ou bien des personnes reconnues dans le monde espérantophone, de manière que les interviews et les commentaires présentent des points de vue variés suivant les numéros. Il y a également des critiques de livres, disques, films et des essais en lien avec la culture, et on trouve enfin des sudokus, jeux de mots et quiz.

### Éditions en parallèle
Le magazine jouit d’une édition internet supplémentaire en parallèle, qui s’appelle La Balta Ondo, accessible à Sezonoj.ru
De plus, le 5 février 2008, La Ondo de Esperanto a lancé son premier podcast, dans lequel sont présentés des extraits du magazine papier et des programmes thématiques concernant la littérature, l’histoire et la musique. Ce podcast s’appelle Radio Esperanto depuis son numéro 6, en date du 7 avril 2008. Il dispose également d’un site dédié, La-Ondo.rpod.ru